# Bananenketchup
Bananenketchup is een voedingsmiddel van de Filipijnen. Het is een saus vergelijkbaar met ketchup die van bananen is gemaakt. Ze werd voor het eerst gemaakt door Maria Orosa, die met lokaal verkrijgbare ingrediënten een alternatief voor ketchup wilde maken. Op de Filipijnen wordt het gebruikt in de lokale spaghetti of als marinade. 
De ingredienten zijn banaan, azijn, suiker en kruiden. Doordat dit een geel-bruine kleur geeft, wordt vaak nog rode kleurstof toegevoegd om het op ketchup te laten lijken.

## Suriname
In 2019 brengt een Nederlandse producent bananenketchup op de markt als authentiek Surinaams, wat toen binnen de Surinaamse gemeenschap op veel kritiek kwam te staan. Het zou op de Caraïben worden gegeten, meer specifiek in Saint Lucia.